# متنزه ديابلو فوتهيلز الإقليمي
منتزه ديابلو فوتهيلز الإقليمي هو منتزه إقليمي يمتد على مساحة 1,060 فدانًا (4.3 كيلومتر مربع) ويتبع منطقة منتزهات شرق الخليج الإقليمية. يقع في مقاطعة كونترا كوستا، في منطقة شرق الخليج بشمال كاليفورنيا.

## الموقع
منتزه ديابلو فوتهيلز الإقليمي هو منتزه إقليمي تبلغ مساحته 1,060 فدانًا (4.3 كيلومتر مربع) ويتبع منطقة منتزهات شرق الخليج الإقليمية. يقع في مقاطعة كونترا كوستا، في منطقة شرق الخليج شمال كاليفورنيا.
يحد منتزه ديابلو فوتهيلز الإقليمي من الشرق منطقة قلعة روك الإقليمية للترفيه، ومن الشمال مساحة شل ريدج المفتوحة. معًا، توفر هذه المنتزهات الثلاث مساحة تبلغ 18,000 فدان (73 كيلومتر مربع) من الأراضي الخضراء ليستمتع بها الزوار.